# Каміл Ярматов
Ярматов Каміл Ярматович (узб. Комил Ёрматов) — узбецький актор, сценарист, кінорежисер. Народний артист СРСР (1959), Герой Соціалістичної Праці (1973), Заслужений діяч мистецтв Таджикистану (1939) і Узбекистану (1944).
Народився 2 травня 1903 р. у м. Канібадамі (Фергана). Помер 17 листопада 1978 р. у Ташкенті. Закінчив робітфак (1926) у Москві і Всесоюзний державний інституг кінематографії (1931). Виступав спочатку як актор, потім став режисером.

## Фільмографія
Поставив фільми:
- «Друзі зустрічаються знову» (1939),
- «Дорога без сну» (1946),
- «Алішер Навої» (1948, Державна премія СРСР, 1949),
- «Авіценна» (1957),
- «Коли цвітуть троянди» (1959),
- «Буря над Азією» (1965, трилогія; Державна премія Узбекистану, 1967),
- «Вершники революції» (1969),
- «Одна серед людей» (1974)
- «Велике коротке життя» (1981) та ін.

Був художнім керівником студії «Узбекфільм» (1957—1978, яка з 1979 р. носить його ім'я).
Знявся в українських фільмах:
- «Гість з Мекки» (1930)
- «Болотяні вогні» (1930).